# NGC 706

NGC 706

NGC 706 في الفهرس العام الجديد، هي مجرة، تقع في كوكبة الحوت. اكتشفت في 30 سبتمبر 1786 بواسطة ويليام هيرشل.

## روابط خارجية
- NGC 706 على موقع ويكي سكاي: DSS2, SDSS, GALEX, IRAS, Hydrogen α, X-Ray, Astrophoto, Sky Map, Articles and images